# Ha-No'ar ha-cijoni
Ha-No'ar ha-cijoni (hebrejsky: הנוער הציוני‎, doslova Sionistické mládí) je mládežnické a osadnické sionistické hnutí v Izraeli, působící ale i v dalších zemích světa.

## Založení organizace
Vzniklo roku 1927 (jinde uváděno 1926) v Polsku. Roku 1929 se aktivity hnutí rozšířily do Rumunska, později hnutí zasáhlo i Maďarsko, Francii, Belgii, Litvu a Lotyšsko. V roce 1931 se pak konala sjednocovací konference, na níž bylo přijalo současné jméno a vytvořena mezinárodní organizační struktura. Ve 40. letech 20. století se hnutí rozšířilo i do Latinské Ameriky (Uruguay, Peru, Mexiko, Chile atd.). Od roku 1930 přicházeli první mladí Židé napojení na tuto organizaci i do tehdejší mandátní Palestiny, kde se zapojili do osidlovací politiky a podíleli se na založení mnoha zemědělských osad typu mošav a kibuc. První z nich byla vesnice Uša zbudovaná roku 1936. Hnutí kromě toho budovalo vzdělávací instituce. Roku 1948 vznikl školící ústav Chavat ha-No'ar ha-cijoni v Jeruzalému a komplex Alonej Jicchak.
Šlo o nesocialistickou organizaci blízkou ke straně Nezávislí liberálové. V roce 1953 se hnutí připojilo k nové organizaci Ichud ha-kvucot ve-ha-kibucim sdružující některé kibucy. K roku 1964 mělo hnutí 1500 členů. Na počátku 21. století se počet členů uváděl na cca 2000.

## Vesnice založené hnutím ha-No'ar ha-cijoni
kibucy
- Uša
- Tel Jicchak
- Nicanim
- Kfar Glikson
- Ejn ha-Šloša
- ha-Solelim

mošavy
- Sde David
- Petachja
- Jad Natan
- Timorim
- Nir Jisra'el
- Šoreš
- Giv'at Ješa'jahu
- Talmej Jafe
- Mavki'im
- Kfar Šmu'el
- Šilat
- Bejt Nechemja
- Bejt Jehošua
- Rejchan
- Mej Ami
- Alonej Abba
- Ne'ot Golan
- Še'ar Jašuv
- Dišon
- Amnun
- Sde Eli'ezer
- Masu'a